# لي كاتالدي
لي كاتالدي (بالإنجليزية: Lee Cataldi)‏ (1942، سيدني في أستراليا)؛ كاتِبة وشاعرة أسترالية.